# Gondreville (Loiret)
Gondreville è un comune francese di 384 abitanti situato nel dipartimento del Loiret nella regione del Centro-Valle della Loira.

## Società

### Evoluzione demografica
Abitanti censiti